# Turn Your Car Around
«Turn Your Car Around» es el segundo sencillo del álbum debut de Lee Ryan "Lee Ryan".

## Sencillo
«Turn Your Car Around» fue el segundo sencillo del álbum-debut de Lee Ryan, "Lee Ryan", que fue publicado el 10 de octubre del 2005 en todo el mundo, excepto los Estados Unidos y Canadá, debido al fracaso del anterior sencillo "Army Of Lovers".
Después de la fuerte promoción del anterior sencillo y del álbum, que llegó al Top 3 de UK, el sencillo cayó del Top 10, conformándose con un #12 en el Reino Unido, y cayendo del Top 10 en muchos países de Europa y Australia. En Asia, el sencillo tuvo aceptable éxito, aunque no como "Army Of Lovers", en el que en las Listas de sencillos de China el sencillo debutó en el #2, y en Japón en el #6, cinco plazas más abajo que el sencillo debut.
El fracaso de este sencillo no sería el último, ya que vendría el tercer sencillo "When I Think Of You" y "Real Love".

## Canciones
CD 1
1. Turn Your Car Around (3:15)
2. Turn Your Car Around [Live At BBC Radio 1 Lounge] (3:20)

CD 2
1. Turn Your Car Around (3:15)
2. These Words (3:19)
3. Movin' On (3:36)
4. Turn Your Car Around [VideoClip] (2:55)

## Posicionamiento
| Listas (2005)  | Posición |
| -------------- | -------- |
| Reino Unido    | 12       |
| Irlanda        | 19       |
| Australia      | 18       |
| Alemania       | 19       |
| Austria        | 15       |
| Francia        | 14       |
| Holanda        | 28       |
| Suiza          | 11       |
| Italia         | 9        |
| Israel         | 7        |
| China          | 2        |
| Japón          | 6        |
| Noruega        | 7        |
| Suecia         | 10       |
| Dinamarca      | 9        |
| Bélgica        | 12       |
| Portugal       | 21       |
| Grecia         | 10       |
| Polonia        | 26       |
| Estados Unidos | —        |
| Canadá         | —        |

- Datos: Q1165480